# The Exploited
The Exploited is een punkband uit Schotland ontstaan in het begin van 1980.

## Biografie
The Exploited werd opgericht door ex-militair Wattie Buchan (zang) en John Duncan (gitaar) in het begin van 1980. Al snel volgde Dru Stix (drums) en Danny (basgitaar). Na een tijdje brachten ze hun eerste ep Army Life uit. Tijdens de eerste optredens liep Buchan vaak met een swastika rond op het podium. Daardoor werden ze vaak onterecht gezien als een fascistische band. Hun voorbeelden waren Sham 69, Cockney Rejects en The Sex Pistols. Hun optredens waren vaak zeer gewelddadig en liepen regelmatig uit op rellen. In 1981 tekenden ze bij het label Secret en al snel volgden de albums. The Exploited behoort tot de UK 82-punkgeneratie.

## Leden
- Wattie Buchan - Zang
- Matt Justice - Gitaar
- Irish Rob - Bass
- Wullie Buchan - Drums

## Voormalige bandleden

### Gitaar
- Hayboy (Steve) (1979-1980)
- "Big" John Duncan (1980-1983)
- Karl "Egghead" Morris (1983-1985)
- Mad Mick (1985)
- Nigel (1985-1990)
- Gogs (Gordon Balfour) (1989-1991)
- Fraz (Fraser Rosetti) (1991-1995)
- Arf (Arthur Dalrymple) (1996–2001)
- Robbie "Steed" Davidson (2001–2007)
- Gav Little (2007–2008)
- Tommy Concrete (2011–2012)

### Basgitaar
- Mark Patrizio (1979-1980)
- Gary MacCormack (1980-1983)
- Billy Dunn (1983-1984, 1996-1997)
- Wayne Tyas (1984-1985, 1986)
- "Deptford" John Armitage (1985-1986)
- Tony (1986-1987)
- Smeeks (Mark Smellie) (1988-1993)
- Jim Gray (1993-1996)
- Dave Peggie (2002-2003)

### Drums
- Jim Park (1979)
- Dru Stix (Andrew Campbell) (1979-1982)
- Danny Heatley (1982)
- Steve Roberts (1982)
- Tony Martin (1989-1991)
- Reiner (1997)
- Willie Buchan (regelmatig sinds 1982)

## Discografie

### Studioalbums
- Punk's Not Dead - 1981
- Troops of Tomorrow - 1982
- Let's Start a War (Said Maggie One Day) - 1983
- Horror Epics - 1985
- Death Before Dishonour - 1987
- The Massacre - 1990
- Beat the Bastards - 1996
- Fuck the System - 2003

### Singles
- Army Life - 1980
- Exploited Barmy Army - 1980
- Dogs of War - 1981
- Dead Cities - 1981
- Attack/Alternative - 1982
- Computers Don't Blunder - 1982
- Troops of Tomorrow - 1982

### Gedeelde albums
- Don't Let 'Em Grind You Down (met Anti-Pasti) - 1981
- Britannia Waives The Rules (met Chron Gen & Infa Riot) - 1982
- Apocalypse Punk Tour 1981 (met The Anti-Nowhere League, Chron Gen, Anti Pasti & Discharge) - 1992

### Livealbums
- On Stage - 1981
- Live At The Whitehouse - 1985
- Live And Loud - 1987
- Live Lewd Lust - 1989
- Don't Forget The Chaos - 1992
- Live In Japan - 1994

### Ep's
- Rival Leaders - 1983
- Jesus Is Dead - 1986
- War Now - 1988

### Best of
- Totally Exploited - 1984
- Castle Masters Collection - 1990
- Apocalypse '77 - 1992
- Singles Collection - 1993
- Dead Cities - 2000
- Punk Singles & Rarities 1980-83 (2001)
- The Best Of The Exploited - Twenty Five Years Of Anarchy And Chaos (2004)
- Complete Punk Singles Collection - 2005